# Фаллопієві труби
Фалло́пієві труби, маткові труби, яйцепроводи (лат. tubae uterinae, дав.-гр. σᾰ́λπῐγγες) — трубчасті утворення завдовжки близько 10 см, що з'єднують порожнину матки з черевною порожниною і доправляють яйцеклітину з яєчника в матку. Названі на честь італійського анатома XVI ст. Габріеле Фаллопіо.

## Будова
Труба складається з чотирьох частин: маткової, перешийка, ампули та абдомінальної частини чи лійки.
Маткова, інтерстиціальна чи інтрамуральна частина (pars uterina, pars interstitialis, чи pars intramuralis) проходить у товщі стінки матки і відкривається в її порожнину матковим чи проксимальним отвором труби (ostium uterinum tubae). Завдовжки маткова частина — 1-3 см. Це найвужчий відділ труби, його просвіт не більш ніж 1 мм.
Перешийок (isthmus tubae uterinae) — короткий відрізок труби після виходу її з матки. Він завдовжки 3-4 см, товщина стінок труби в ньому найбільша.
Ампулярна частина чи ампула (ampulla tubae uterinae) — найбільша за протяжністю, звивиста частина труби, завдовжки близько 8 см.
Абдомінальна частина чи лійка (infundibulum tubae uterinae) — кінцева, найбільш широка частина труби. Відкривається в черевну порожнину, утворюючи черевний чи дистальний отвір труби (ostium abdominale tubae) і закінчуючись бахромками (fimbriae tubae) 1-1,5 см завдовжки, які оточують яєчник. Найдовша з бахромок, що сягає завдовжки 2-3 см, часто розташовується по зовнішньому краю яєчника й називається яєчниковою (fimbria ovarica).
Стінка труби складається з чотирьох шарів: серозного, підсерозного, м'язового і внутрішньої слизової оболонки. Серозна оболонка (tunica serosa) утворюється з верхнього краю маткової зв'язки й покриває трубу з усіх боків, за винятком нижнього краю, де дуплікатура очеревини утворює брижі труби (mesosalpinx). Підсерозна оболонка чи підсерозна основа (tunica subserosa, tela subserosa) виражена лише в ділянці перешийка та ампули, це пухка сполучнотканинна оболонка, що містить у собі нерви, кровоносні та лімфатичні судини. М'язова оболонка (tunica muscularis) складається із зовнішнього шару поздовжніх гладких м'язових волокон, внутрішнього шару циркулярних гладких волокон. Слизова оболонка (tunica mucosa) вистилає порожнину труби, утворюючи поздовжні складки (plicae tubariae) на всьому її протязі. Ближче до черевного отвору слизова стає товстішою і має більше складок; найбільш численні вони в лійці. Слизова оболонка покрита багатошаровим миготливим епітелієм, війки якого коливаються у бік матки. Перистальтика м'язів труб і коливання війок епітелію сприяють просуванню яйцеклітини від лійки до порожнини матки.

## Розвиток
Маткові труби в жіночих ембріонів починають розвиватися наприкінці третього місяця з верхніх частин Мюллерових проток. У чоловічому організмі фаллопієвим трубам відповідають привіски придатка яєчка (Морганієві гідатиди).

## Функції
Після виходу яйцеклітини з яєчника вона захоплюється бахромками труби й переміщається до ампули, де може бути запліднена сперматозоїдом. Запліднена яйцеклітина переміщається із фаллопієвої труби до матки.
На відміну від чоловіків, у яких черевна порожнина ізольована від зовнішнього середовища, у жінок черевна порожнина сполучається із зовнішнім середовищем, тому для жінок ймовірнішим є проникнення інфекції через статеві органи в черевну порожнину.

## Захворювання
Серед захворювань маткових труб найчастіше зустрічається їх запалення — сальпінгіт.
Однією з найпоширеніших причин жіночого безпліддя є непрохідність маткових труб.
Трубна вагітність (graviditas extrauterina tubaria) становить близько 90 % всіх випадків позаматкової вагітності. Залежно від місця прикріплення зиготи розрізняють інтерстиціальну (g. extrauterina tubaria interstitialis), перешийкову (g. extrauterina tubaria isthmica), ампулярну (g. extrauterina tubaria ampullaris), лійкову (g. extrauterina tubaria infundibularis) трубну вагітність.
Після гістеректомії трапляється випадіння труби у вагіну.
Хірургічне видалення маткової труби називається сальпінгектомією, обох труб — білатеральною сальпінгектомією. Якщо сальпінгектомія поєднується з видаленням яєчника, вона називається сальпінгоофоректомією.